# Toronto Raptors 2003-2004
La stagione 2003-04 dei Toronto Raptors fu la 9ª nella NBA per la franchigia.
I Toronto Raptors arrivarono sesti nella Central Division della Eastern Conference con un record di 33-49, non qualificandosi per i play-off.

## Roster
| N°    | Naz.                   | Ruolo | Sportivo         | Anno | Alt. | Peso |
| ----- | ---------------------- | ----- | ---------------- | ---- | ---- | ---- |
| 1     | Stati Uniti (bandiera) | G     | Rod Strickland   | 1966 | 191  | 79   |
| 2     | Stati Uniti (bandiera) | G     | Jannero Pargo    | 1979 | 185  | 79   |
| 4     | Stati Uniti (bandiera) | AC    | Chris Bosh       | 1984 | 208  | 103  |
| 5     | Stati Uniti (bandiera) | GA    | Jalen Rose       | 1973 | 203  | 95   |
| 6     | Francia (bandiera)     | A     | Jérôme Moïso     | 1978 | 208  | 107  |
| 9     | Stati Uniti (bandiera) | G     | Rick Brunson     | 1972 | 193  | 86   |
| 10    | Belize (bandiera)      | G     | Milt Palacio     | 1978 | 191  | 88   |
| 12    | Stati Uniti (bandiera) | GA    | Michael Curry    | 1968 | 196  | 95   |
| 13    | Stati Uniti (bandiera) | A     | Jerome Williams  | 1973 | 206  | 93   |
| 14-42 | Cina (bandiera)        | C     | Mengke Bateer    | 1975 | 211  | 132  |
| 15    | Stati Uniti (bandiera) | GA    | Vince Carter     | 1977 | 201  | 98   |
| 20    | Stati Uniti (bandiera) | G     | Alvin Williams   | 1974 | 196  | 84   |
| 21    | Stati Uniti (bandiera) | A     | Lamond Murray    | 1973 | 201  | 107  |
| 22    | Stati Uniti (bandiera) | G     | Dion Glover      | 1978 | 196  | 103  |
| 24    | Stati Uniti (bandiera) | A     | Morris Peterson  | 1977 | 201  | 99   |
| 31    | Stati Uniti (bandiera) | G     | Roger Mason      | 1980 | 196  | 91   |
| 32    | Stati Uniti (bandiera) | GA    | Chris Jefferies  | 1980 | 203  | 102  |
| 33-5  | Stati Uniti (bandiera) | A     | Michael Bradley  | 1979 | 208  | 109  |
| 33    | Stati Uniti (bandiera) | AC    | Antonio Davis    | 1968 | 206  | 98   |
| 34    | Scozia (bandiera)      | A     | Robert Archibald | 1980 | 211  | 113  |
| 35    | Stati Uniti (bandiera) | A     | Lonny Baxter     | 1979 | 203  | 118  |
| 42    | Stati Uniti (bandiera) | A     | Donyell Marshall | 1973 | 206  | 99   |
| 44    | Stati Uniti (bandiera) | A     | Corie Blount     | 1969 | 206  | 109  |

## Staff tecnico
- Allenatore: Kevin O'Neill
- Vice-allenatori: Jay Triano, Tony Brown, Shaun Brown, Jim Sann, Ron Oliver, Bob Beyer